# Melchiorre Murenu

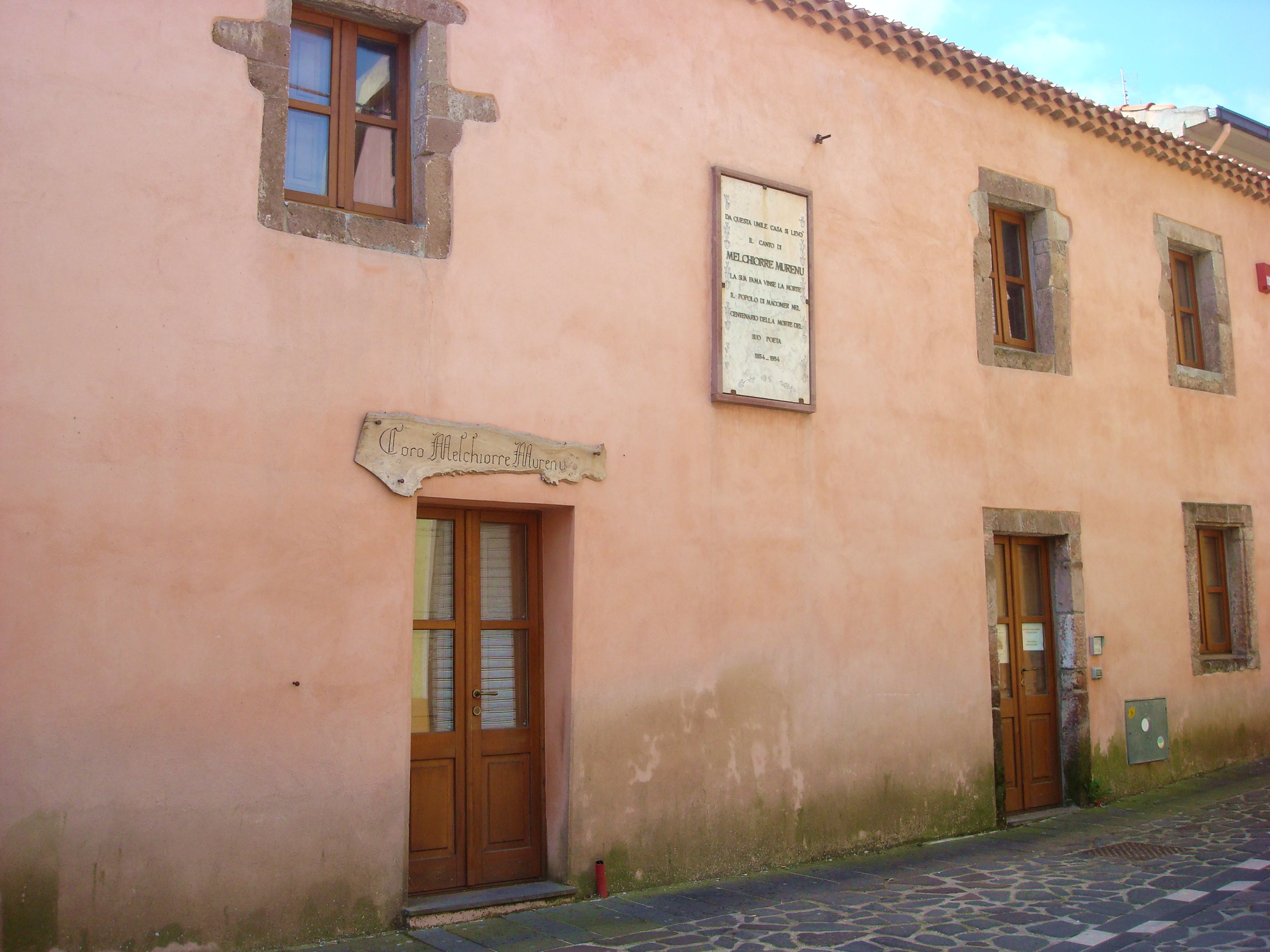
Sa maison à Macomer.

Melchiorre Murenu était un poète sarde aveugle.
Il est connu comme l'Homère de Sardaigne parce que (tout comme le grand poète grec) il était aveugle et a vécu toute sa vie pour la poésie. Giovanni Spano rapporte qu'il avait un visage bronzé, significatif, expressif et grêlé par la variole.

## Biographie
Il est né à Macomer où il a vécu toute sa vie. À l'âge de trois ans, il est devenu aveugle à cause de la variole. 
Le père de Murenu a été emprisonné lorsque Melchiorre avait dix ans et on pense qu'il est mort pendant son emprisonnement. Cette circonstance malheureuse a réduit la famille de Murenu à la pauvreté (Murenu a parlé de ces moments difficiles de son enfance dans le poème Supplica a Monsignore Bua).
Dans ces circonstances difficiles, Murenu ne pouvait pas se permettre de recevoir une éducation formelle et aimait passer du temps dans l'église locale. Là, il se familiarise avec les textes bibliques et, grâce à sa prodigieuse mémoire, il peut réciter par cœur des passages entiers de l'Écriture.
Malgré (ou à cause de) ce contexte, la pauvreté et l'oppression sont les principaux thèmes de la poésie de Murenu.
Fort de sa culture et de son talent d'improvisateur, Melchiorre gagnait sa vie en parcourant les villes de Sardaigne et en se produisant dans des concours de poésie improvisée  particulièrement répandus sur l'Ile.
Son style piquant et sarcastique, les thèmes souvent moralisateurs, parfois à vocation sociale et politique, le rendent populaire sur l'île, notamment parmi les couches sociales les plus pauvres. 
Pour son implication passionnée et pour les attaques verbales directes de ses poèmes, il s'était créé des ennemis et on suppose qu'ils étaient même la cause de sa mort.
Il mourut en 1854, tombant d'une falaise, probablement poussé là par des tueurs à gages.

## L’œuvre
Ses vers, transmis par la tradition orale puis par les écrits des érudits, ont fait de Murenu l'un des poètes sardes les plus célèbres.
Parmi les vers les plus célèbres, attribués à Murenu, le quatrain Tancas serradas a muru, est certainement le plus connu.